# بسيشوتريا إلاتا
بسيشوتوريا إلاتا (بالإنجليزية: Psychotria elata ) هو نوع من النباتات من فصيلة فوية من ثنائيات الفلقة .
تكثر في الغابات الاستوائية في أمريكا الوسطى وفي أمريكا الجنوبية.
لها أوراق خضراء وأوراق ثنائية حمراء تشبه الشفتين . بعد فترة تنبثق بينها زهور بيضاء تنجذب إليها الحشرات .

## اقرأ أيضا
- وردة